# Оччони, Онорато
Онорато Оччони (итал. Onorato Occioni; 29 марта 1830, Венеция — 10 ноября 1895, Рим) — итальянский филолог-классик.
В юности сражался против австрийцев, защищая созданную в Венеции Даниэле Манином Республику Сан-Марко. Затем окончил Падуанский университет (1850), где среди его учителей был Пьетро Каналь. Преподавал латынь и итальянский язык в гимназиях Венеции и Триеста, в 1863—1866 гг. возглавлял первую в Триесте гимназию с преподаванием на итальянском языке. Затем руководил лицеем в Падуе, был профессором итальянского языка и литературы в Инсбрукском университете, в 1871 г. стал первым директором основанного в Риме Лицея Висконти, в том же году начал преподавать латинское ораторское искусство в Римском университете. В 1879—1883 гг. ректор, в 1884—1885 и 1886—1887 гг. декан отделения философии и литературы. Среди учеников Оччони были, в частности, Этторе Романьоли, Гаэтано Де Санктис, Винченцо Уссани; Габриэле Д’Аннунцио вспоминал его уроки с ностальгией, а Луиджи Пиранделло в 1888 году из-за конфликта с Оччони был вынужден покинуть университет.
Дебютировал как литератор поэмой «Свет» (итал. La luce; 1852) и трагедией «Евдоксия» (итал. Eudossia; 1857), следовавшими в русле региональной версии неоклассицизма (Джузеппе Каппароццо, Джакомо Дзанелла). В дальнейшем продолжал спорадически публиковать драматические и повествовательные произведения в стихах. Перевёл на итальянский язык комментарий Людвига Готфрида Блана к «Аду» Данте, отдельным изданием вышла также речь Оччони «Данте, объединитель миров Платона и Аристотеля» (итал. Dante unificatore dei mondi di Platone e di Aristotele; 1865). На протяжении многих лет занимался поэмой Силия Италика «Пуника», опубликовав перевод отрывка (1852), затем монографию о ней (1869), затем частичный перевод с латыни на итальянский (1871), затем полный перевод (1878), затем полный перевод вместе с заново выверенным латинским оригиналом (1889). Написал серию работ о латинских писательницах, учебник для лицеев по латинской литературе (итал. Storia della letteratura latina compendiata ad uso dei licei; 1883, 17-е издание 1928, норвежский перевод 1889). В конце жизни занимался Горацием, напечатал том статей о нём (1893) и том своих переводов из него (1894).